# Mesochorus britannicus
Mesochorus britannicus là một loài tò vò trong họ Ichneumonidae.